# (37439) 2610 P-L
2610 P-L (asteroide 37439) é um asteroide da cintura principal. Possui uma excentricidade de 0.18247940 e uma inclinação de 3.03303º.
Este asteroide foi descoberto no dia 24 de setembro de 1960 por Cornelis Johannes van Houten e Ingrid van Houten-Groeneveld e Tom Gehrels em Palomar.